# Литятин
Литятин (укр. Літятин) — село в Саранчуковской сельской общине Тернопольского района Тернопольской области Украины.
До 2020 года входило в Бережанский район.
Код КОАТУУ — 6120483301. Население по переписи 2001 года составляло 775 человек.

## Географическое положение
Село находится в 10 км к юго-востоку от города Бережаны, в 4 км к северо-востоку от села Базниковка. Через село проходит автомобильная дорога Т-2004.

## История
- 1473 год — дата основания.

## Объекты социальной сферы
- Школа I—II ст.
- Клуб.
- Фельдшерско-акушерский пункт.